# Філарет (Панку)
Філарет (в миру Феодор Васильович Панку, рум. Teodor Pancu; нар. 1 вересня 1965) — архієрей УПЦ Київського патріархату, Архієпископ Східно-Молдавської єпархії. До Православної церкви України був включений як єпископ Білгород-Дністровський. Виключений з ПЦУ у липні 2020 року, а його судження про подальший канонічний статус до управління Румунської православної церкви. В УПЦ КП отримав титул архієпископа.

## Життєпис
Народився 1 вересня 1965 року в с. Цигіра Унгенського району Молдови. У 1972–1982 роки навчався у загальноосвітній школі в селі Цигира. У 1983–1985 роки проходив строкову службу в армії. У 1985–1989 роки навчався в Кишинівському Державному університеті.
5 листопада 1988 року пострижений у чернецтво митрополитом Кишинівським і Молдовським Серапіоном (Фадеєвим). 9 жовтня 1988 року митрополитом Кишинівським і Молдовським Серапіоном висвячений к сан ієродиякона. 10 жовтня 1988 р. — митрополитом Кишинівським і Молдовським Серапіоном висвячений в ієромонаха. 14 грудня 1988 року піднесений до сану ігумена. 7 січня 1989 року піднесений у сан архімандрита.
19 травня 1993 року став настоятелем Кондрицького монастиря Святителя Миколая в м. Кишинів (Молдова).
27 липня 2005 року рішенням Священного Синоду УПЦ КП згідно з проханням прийнятий до УПЦ Київського патріархату і призначений єпископом Фалештським і Східно-Молдовським. 31 липня 2005 року патріархом Філаретом у співслужінні архієреїв Київського Патріархату висвячений на єпископа під час Божественної літургії у Свято-Володимирському соборі м. Києва.
У 2012 році закінчив факультет психології Університету в Тирасполі. У 2016 році закінчив Волинську православну богословську академію Київського Патріархату та отримав ступінь магістра богослов'я.
У 2019 році ввійшов до єпископату новоствореної ПЦУ. 
3 лютого 2020 року, «усвідомлюючи недоречність свого виходу з Київського патріархату і перебування в Православній церкві України», звернувся з проханням до Філарета (Денисенка) про повернення до складу УПЦ Київського патріархату разом з ввіреною йому Східно-Молдавською єпархією. Прохання було задоволено, і Філарет (Панку) був прийнятий до складу відродженого Київського патріархату.
21 червня 2020 року нагоди річниці Помісного собору УПЦ КП та за труди по утвердженню Помісної Української православної церкви патріарх Філарет благословив піднести до сану архієпископа.
9 липня 2020 року Священний синод ПЦУ ухвалив виключити зі складу єпископату Філарета (Панку) за те, що той «таємно відвідав» Філарета (Денисенка), приєднався до УПЦ КП, та отримав від Філарета сан архієпископа. Єпископ Філарет (Панку) і його єпархія дотримуються румунсько-молдовської літургійної традиції і не представляють українську діаспору, повідомляють в ПЦУ. Тому синод вирішив передати судження про подальший канонічний статус єпископа і підлеглих йому структур в управління Румунської православної церкви. У Київському Патріархаті, коментуючи формулювання «таємно відвідав Почесного Патріарха Філарета (Денисенка)», констатували: «Таке формулювання чітко демонструє: керівництво Православної Церкви України жорстко забороняє та засуджує будь-які контакти з Почесним Патріархом Філаретом <…> Дивує, що деякі архієреї Православної Церкви України регулярно контактують із представниками Української Православної Церкви Московського Патріархату і це не викликає протесту керівництва ПЦУ. А зустріч із людиною, яка найбільше зробила для автокефалії Української Православної Церкви, поставила майже весь єпископат ПЦУ, трактується, як злочин».
21 жовтня 2023 року рішенням Священного Синоду Української Православної Церкви Київського Патріархату архієпископа Філарета призначено Екзархом Молдови з титулом Фалештський і Молдовський.
22 жовтня 2023 року указом Святійшого Патріарха Філарета, архієпископ Фалештський і Молдовський Філарет возведений в сан митрополита.